# Turkkajärvi
Turkkajärvi är en sjö i kommunen Enare i landskapet Lappland i Finland. Sjön ligger 151,3 meter över havet. Arean är 41 hektar och strandlinjen är 7,43 kilometer lång. Sjön  ingår i Neidenälvens huvudavrinningsområde.   Den ligger omkring 340 kilometer norr om Rovaniemi och omkring 1000 kilometer norr om Helsingfors. 